# 奧克格羅夫 (阿肯色州波普縣)
奧克格羅夫（英語：Oak Grove）是位於美國阿肯色州波普縣的一個非建制地區。該地的面積和人口皆未知。

## 地理
奧克格羅夫的座標為35°21′32″N 92°57′34″W / 35.35889°N 92.95944°W，而該地的平均海拔高度為165米（即541英尺）。